# Tsüri
Tsüri (Abwandlung von Züri, dem zürichdeutschen Namen der Stadt Zürich) ist ein Schweizer Nachrichtenportal, das seit dem 18. Januar 2015 online ist.
Tsüri.ch wurde 2015 von Simon Jacoby zusammen mit einer Gruppe Journalisten gegründet, mit dem Ziel unabhängigen Lokaljournalismus zu machen, wobei der Fokus auf der Stadt Zürich liegt.

## 6iBrief
Seit Juni 2024 betreibt Tsüri.ch mit dem 6iBrief ein eigenständiges Newsletter-Only-Medium für die ganze Deutschschweiz. Der tägliche Morgenbriefing-Newsletter fasst die wichtigsten Nachrichten des Tages zusammen und setzt auf eine persönliche Ansprache, kuratierte Inhalte und einen lokalen Zugang zur nationalen Nachrichtenlage.

## Finanzierung
Tsüri.ch finanziert sich über zahlende Mitglieder, Werbung, Events, Sponsoring und einen Onlineshop. Im Onlineshop können unter anderem T-Shirts, Socken, Stickers oder Poster erworben werden mit hauptsächlich von der Stadt Zürich inspirierten Motiven.